# Mezinárodní den seniorů
Mezinárodní den seniorů se každoročně slaví 1. října. 14. prosince 1990 Valné shromáždění OSN hlasovalo o zřízení 1. října jako Mezinárodního dne seniorů, jak je uvedeno v Usnesení Organizace spojených národů 45/106. Svátek se poprvé konal 1. října 1991. Svátek se slaví zvyšováním povědomí o problémech, které mají vliv na seniory, jako je stárnutí a zneužívání seniorů. Je to také den, kdy si lidé váží přínosů, které senioři pro společnost dělají.